# Anne Beauchamp (1426-1492)
Anne Beauchamp, XVI condesa de Warwick (13 de julio de 1426 - 20 de septiembre de 1492) fue la hija de Richard Beauchamp, XIII conde de Warwick, y de su segunda esposa Isabel le Despenser, condesa de Worcester y Warwick. Sus abuelos maternos eran Thomas le Despenser, conde de Gloucester y de Constanza de York. Fue la madre de Isabel Neville, duquesa de Clarence y de Ana Neville, reina consorte de Inglaterra como la esposa del rey Ricardo III.

## Herencia
Ana de Beauchamp nació en el castillo de Caversham en Oxfordshire (ahora Berkshire). Se convirtió en la esposa de Ricardo Neville. Después de la muerte del padre de Ana, y posteriormente la de su hermano, Enrique de Beuchamp (quien había sido nombrado duque de Warwick), y su sobrina Lady Ana de Beauchamp, Neville (para entonces sexto conde de Salisbury) heredó el título y las importantes propiedades del conde de Warwick a través de ella.
Sin embargo, esto fue impugnado por sus tres medias hermanas mayores, hijas del primer matrimonio de su padre con Isabel, heredera de Berkeley. Una de ellos, Lady Eleanor Beauchamp, se casó con Edmundo Beaufort, segundo duque de Somerset (muerto en la Primera Batalla de St Albans en 1455). El litigio por la herencia de Warwick sólo alimentó la enemistad entre esta rama de la Nevilles y las Beaufort que estaban estrechamente relacionados. El esposo de Lady Ana, Ricardo, era el nieto de la señora Joan Beaufort, condesa de Westmorland, hermana del difunto padre del duque. La ley considera que Ana es una tía de pura sangre de la última condesa era más derecho a heredar, a pesar de la regla de la primogenitura, que habría dictado las fincas Beauchamp pasarían a la mayor - Lady Margaret, condesa de Shrewsbury (d.1468 ). Sin embargo el propio Neville también había sido un tío de pura sangre hasta la última condesa de Warwick por parte de madre. Alternativamente, podría haber seguido la práctica de la igualdad de la división de las tierras entre las herederas. Ricardo Neville era capaz de mantener con éxito las propiedades intactas.

## Últimos años
Su hija mayor, Lady Isabel Neville, casada con Jorge de Clarence, duque de Clarence, hermano menor del rey Eduardo IV. Su hija más joven, Lady Ana Neville, estaba casada con Eduardo de Westminster, el único hijo del rey Enrique VI. Cuando Eduardo de Westminster fue asesinado en la Batalla de Tewkesbury, Ana se casó con Ricardo, duque de Gloucester, más tarde el rey Ricardo III. Aunque su madre aún vivía, los maridos de las dos hermanas Neville se disputaban su herencia, con Ricardo obteniendo toda la herencia. Sin embargo, el hijo del duque de Clarence heredó el título de conde de Warwick, a través de su madre. Ana de Beauchamp murió en la oscuridad, después de haber sobrevivido a sus dos hijas y los hijos-en-ley que había desheredado a su eficacia.

## Descendencia
De su matrimonio con Ricardo Neville tuvo dos hijas:
- Isabel Neville, 1.er. Duquesa de Clarence, casada con Jorge de Clarence.
- Ana Neville, Reina consorte de Inglaterra, casada con Ricardo III.

- Datos: Q543019